# Hermalle-sous-Argenteau
 (juillet 2020).
Si vous disposez d'ouvrages ou d'articles de référence ou si vous connaissez des sites web de qualité traitant du thème abordé ici, merci de compléter l'article en donnant les références utiles à sa vérifiabilité et en les liant à la section « Notes et références ».
Pour l’article homonyme, voir Hermalle-sous-Huy.
Hermalle-sous-Argenteau (en wallon Hermåle-dizos-Åyetê) est une section de la commune belge d'Oupeye, située en Région wallonne dans la province de Liège.
Le village est réputé pour ses cramignons qui ont lieu tous les ans, fin août. Hermalle est d'ailleurs la capitale des cramignons.
C'était une commune à part entière avant la fusion des communes de 1977.

## Étymologie
La forme en -alle aurait la même origine que celle de Flémalle comme le rapporte son étymologie.
Lieu de réunion du mallum ou assemblée (germanique *mathla) de l'armée (germanique *harja), dépendant de la seigneurie d'Argenteau (par opposition avec Hermalle-sous-Huy).

### Formes anciennes
- 779 Harimalla- 420 HSA

## Démographie
- Sources : INS, Rem. : 1831 jusqu'en 1970 = recensements, 1976 = nombre d'habitants au 31 décembre.

## Histoire
Terre franche brabançonne enclavée en Principauté de Liège, objet de dispute entre Liège et les Pays-Bas, Hermalle fut occupée par les Provinces-Unies en 1632. Le traité de Fontainebleau l'attribua aux Pays-Bas autrichiens en 1785. Le régime français l'éleva au statut de commune du département de l'Ourthe. C’était un des huit villages faisant partie de ce qu’on appelait les « Terres de rédemption ».